# Wangenheimia lima
Wangenheimia lima es la única especie de planta herbácea perteneciente a la familia de las poáceas que contiene el género monotípico Wangenheimia. Es originaria de la región del Mediterráneo meridional.

## Descripción
Es una pequeña gramínea anual de hojas finas y acintadas. El tallo es corto y rígido y está terminado en una única espiga terminal corta y unilateral (aspecto pectinado) con espiguillas más o menos sésiles.

## Distribución y hábitat
Es originaria de la región del Mediterráneo meridional. En España se distribuye por Alicante, Castellón, Lérida, Tarragona y Valencia, donde se encuentra en terrenos baldíos y pastizales secos muy transitados en áreas de montaña. 

## Taxonomía
Wangenheimia lima fue descrita por (L.) Trin. y publicado en Fundamenta Agrostographiae 132. 1820.
Sinonimia
- Desmazeria castellana Willk.
- Desmazeria rhachiantha (Steud.) Mendonça & Vasc.
- Wangenheimia disticha Moench[4]
- Cynosurus lima L.
- Dactylis disticha (Moench) Ball
- Dactylis lima (L.) Steud.
- Desmazeria pauciflora Merino
- Dinebra lima (L.) P.Beauv.
- Eleusine lima (L.) Lam.
- Festuca rhachiantha Steud.
- Poa lima (P.Beauv.) Trin.[5][6]

## Nombre común
- Castellano: grama de lima, lima.[4]